# Skye
Skye (angolul Isle of Skye, skót gaelül An t-Eilean Sgitheanach) a Hebridák szigetcsoport egyik szigete, a Belső-Hebridák legnagyobb, egyúttal legészakibb tagja Skócia északnyugati partjainál. A Brit-szigettől a délkeleti oldalán húzódó, északi szakaszán alig pár kilométer széles tengerszoros, a Sound of Sleat és egy afelett átfutó közúti híd választja el. Az 1656 km²-es sziget középső részét a Cuillin-középhegység uralja, legmagasabb pontja a Sgurr Alasdair (992 méter). Ennek vonulatait követve nyúlik a Hebrida-tengerbe a sziget hat, nyúlványszerű félszigete (Trotternish, Waternish, Duirinish, Minginish, Strathaird, Sleat). A középső kőkor óta lakott terület, története során állt viking fennhatóság alatt, majd a MacLeod és a MacDonald klánok birtokolták. Népessége napjainkban 9200 fő, legnagyobb települése a keleti partvidéken elhelyezkedő Portree (2491 fő, 2001). A lakosság egyharmadának anyanyelve gael. Jelentős részük mezőgazdaságból, halászatból és whiskylepárlásból él, de fontos bevételi forrás a turizmus is a kirándulók és természetjárók által kedvelt, festői Skye szigetén.

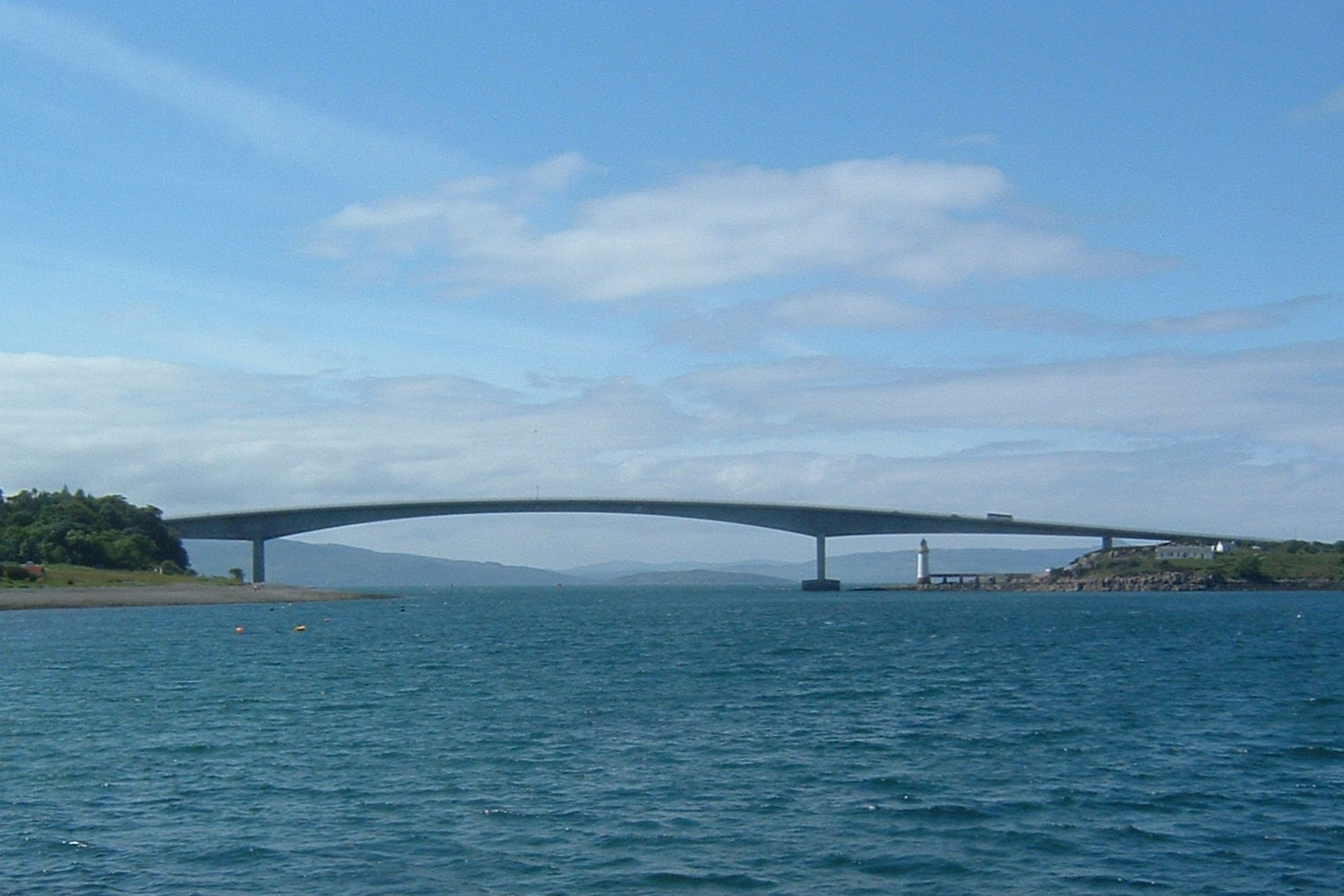
A Skye híd köti össze a szigetet a Brit-szigettel
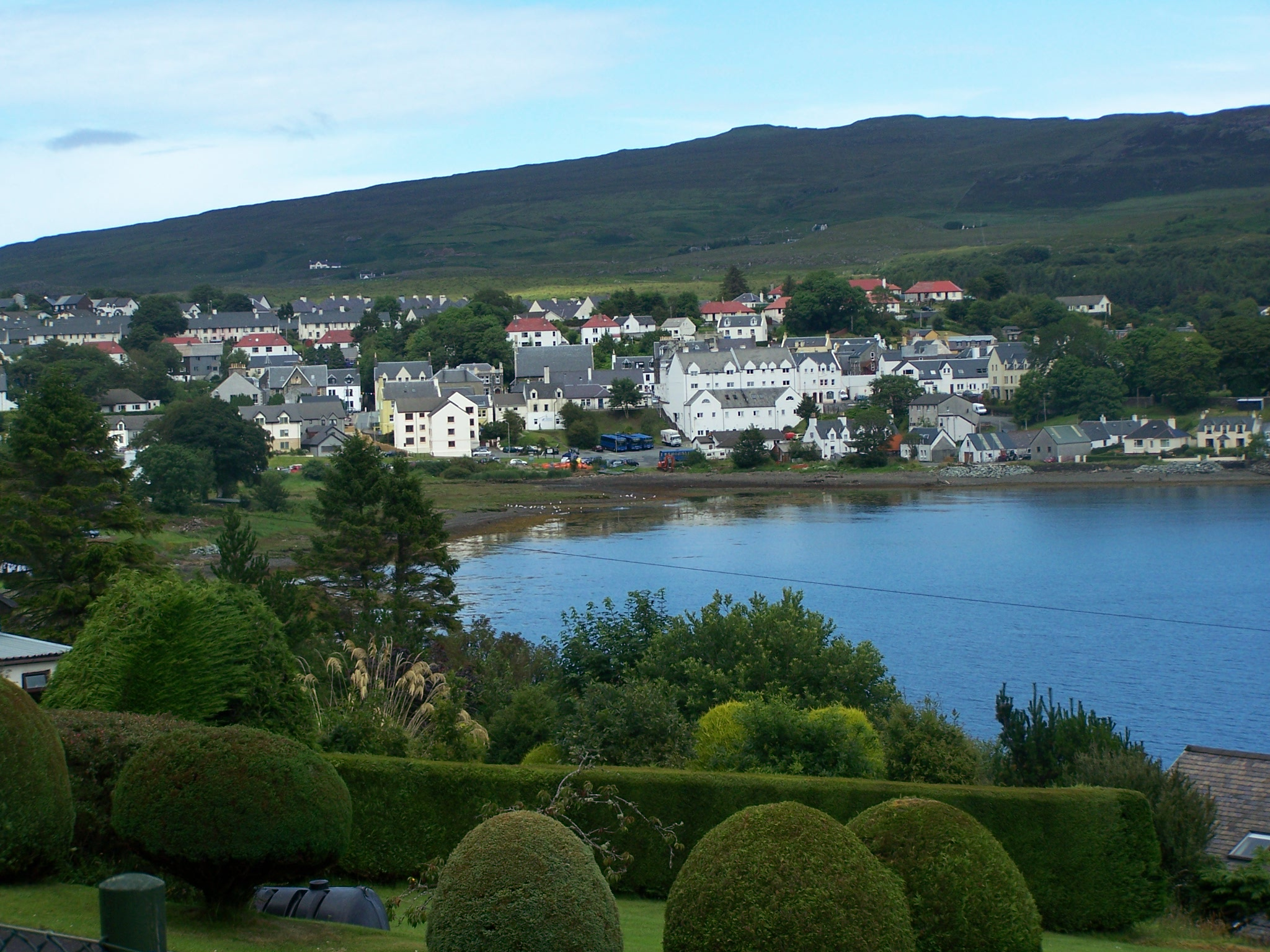
Portree
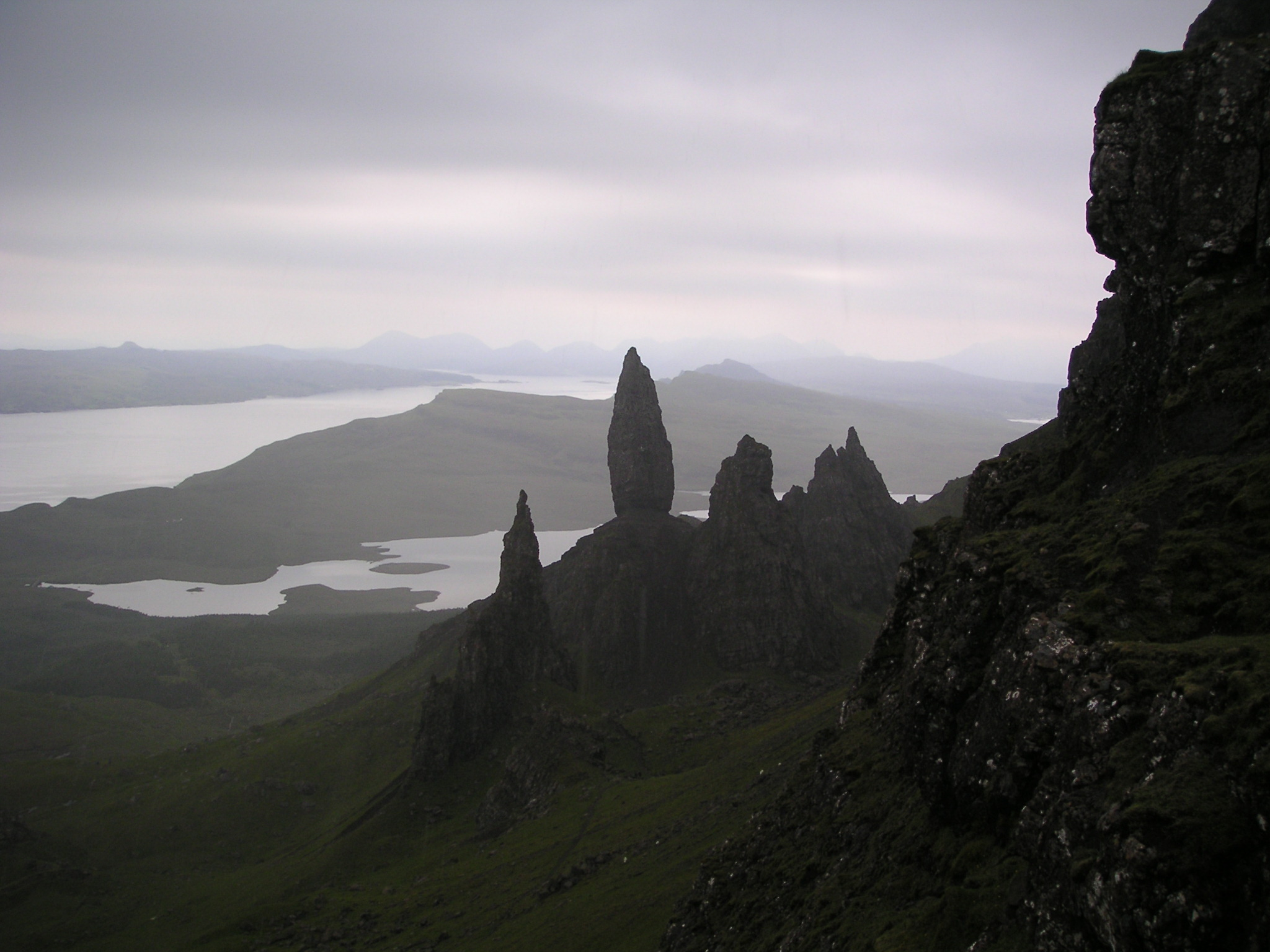
Old Man of Storr sziklaalakzat
Skye zászlaja

## Fordítás
Ez a szócikk részben vagy egészben a  Skye című angol Wikipédia-szócikk ezen változatának fordításán alapul.  Az eredeti cikk szerkesztőit annak laptörténete sorolja fel. Ez a jelzés csupán a megfogalmazás eredetét és a szerzői jogokat jelzi, nem szolgál a cikkben szereplő információk forrásmegjelöléseként.